# Objetor de consciência

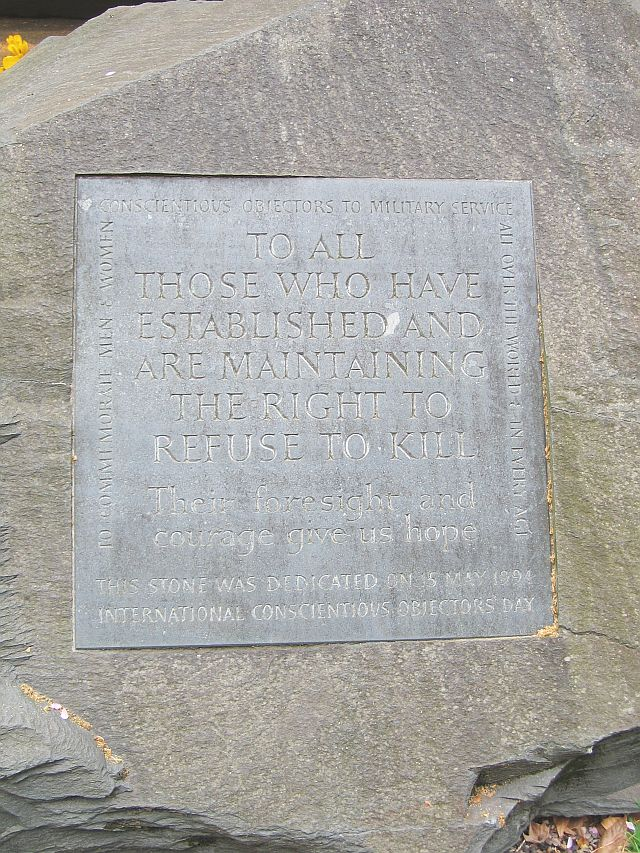
Pedra dedicada em memória a objetores homens e mulheres em todo o mundo - no Dia Internacional dos Objetores de Consciência - 15 de maio de 1994

Objetores de consciência são pessoas que seguem princípios religiosos, morais ou éticos de sua consciência, princípios estes que são incompatíveis com o serviço militar, ou as Forças Armadas como uma organização combatente. No primeiro caso,[carece de fontes?] os objetores podem estar dispostos a aceitar um serviço alternativo ao serviço militar. No segundo caso,[carece de fontes?] a objeção do objetor é todo o  papel dentro das forças armadas, resultando na rejeição completa do serviço militar, e em alguns casos, objetando também a um serviço civil alternativo como substituto para o serviço militar. Além disso, alguns objetores podem considerar-se pacifistas ou antimilitaristas.
Em alguns países, os objetores de consciência são designados a um serviço civil alternativo em substituição ao serviço militar obrigatório. Alguns objetores de consciência consideram-se pacifistas, não intervencionistas, não resistentes, não agressores, anti-imperialistas, antimilitaristas ou filosoficamente apátridas (não acreditam na noção de Estado).
Quando uma pessoa se utiliza dessas premissas para fugir da obrigatoriedade do serviço militar, os investigadores fazem perguntas para determinar a sinceridade das convicções de um indivíduo. Respostas como "o exército não faz sentido", "não é apenas para fazer guerras" ou se opor à participação apenas em algumas guerras indicam objeções sociológicas, filosóficas ou políticas, que não são aceitas isoladamente para se declarar que a pessoa é objetora de consciência.

## Introdução
Historicamente, muitos objetores de consciência foram executados, presos ou receberam sanções,  quando seus princípios os levaram à ações em oposição ao sistema legal ou ao governo da sua sociedade. A definição e o status legais da objeção de consciência, tiveram mudanças durante os anos, bem como de nação para nação. A opinião religiosa, muitas vezes foi o factor principal que levou governos de  muitos países a conceder legalmente o status de objeção de consciência.
Segundo a Suprema Corte dos Estados Unidos, os motivos que qualificam um registrante com o status do objetor de consciência, podem ser religiosos, mas não têm que ser. A opinião pode ser moral ou ética; entretanto, as razões de um homem para não querer participar em uma guerra não devem ser baseadas na política. No geral, antes de fazer sua reivindicação deve refletir seriamente sobre quais são suas reivindicações.

## Aborto
A objeção de consciência pode se referir também a outros aspectos relacionados com questões éticas ou morais como aborto, eutanásia e aplicação da pena de morte. Por exemplo, diante da pressão exercida pelo governo para que seja retirado do código de deontologia médica a afirmação de que o "o aborto constitui uma falta deontológica grave" o presidente da Ordem dos Médicos, que representa cerca de 35 mil médicos, defendeu o direito dos médicos à objeção de consciência no caso de aborto. Afirmou que "os médicos têm o direito de manter a sua própria opinião".
"Ter uma opinião e princípios éticos é o que separa os seres humanos de um rebanho de ovelhas", afirmou. Sob a ameaça de que a questão seja levada aos tribunais, o presidente da Ordem redarguiu que o "o Código só pode ser modificado pelos médicos e não pelo ministro da Saúde." Nunes disse que um médico tem direito a perguntar-se se uma vida humana começa na concepção e, se assim o crê, "não deveria realizar abortos".
Segundo dados da Ordem dos Médicos, relativos ao ano de 2009, foram contabilizados 1 341 clínicos objectores de consciência, sendo 934 médicos de medicina geral e familiar e 407 ginecologistas obstetras.

## Pílula do dia seguinte
A Justiça Federal nos Estados Unidos suspendeu a vigência de um regulamento de farmácia, aprovado no estado de Washington, que obrigava aos farmacêuticos a dispensar a pílula do dia seguinte, sem que fosse respeitado o direito à objeção de consciência. A decisão é uma medida cautelar que protege tanto os proprietários como os empregados das farmácias.
A alegação apresentada é de que é contrário à constituição obrigá-los a atuar em desacordo com as suas convicções morais e éticas  sob pena de perder o negócio. A ordem judicial permite aos farmacêuticos a negar-se a vender a pílula com a condição de que encaminhem quem a peça a outra farmácia próxima em que possa ser atendido. A pílula do dia seguinte, também denominada de "anticoncepção de emergência", foi autorizada nos Estados Unidos em 1988 e desde 2006 pode ser fornecida sem receita médica a maiores de 18 anos.

## Motriz religiosa
As razões que levam uma pessoa a se tornar um objetor de consciência, e a recusar o serviço militar, são variados. Muitos objetores o são por razões religiosas. Muitos são membros de religiões que historicamente são pacifistas em sua doutrina.
No livro History of Christianity (História do Cristianismo) Edward Gibbon escreveu que os cristãos do primeiro século negavam-se a ter qualquer participação ativa na administração civil ou na defesa militar do império”, e que “era impossível que os cristãos, sem renunciarem a um dever mais sagrado, pudessem assumir a posição de soldados, de magistrados ou de príncipes.
Testemunhas de Jeová, Cristadelfianos e outros grupos religiosos menores por exemplo, não se envolvem em política, recusam participar nas forças armadas nos países onde vivem, não usam armas, pois acreditam que os cristãos devem ser neutros em conflitos mundiais e que não devem matar pessoas em hipótese alguma. Acreditam nesses conceitos baseados em seu entendimento da Bíblia.
Outras objeções podem estar ligadas a um sentimento profundo da responsabilidade para a humanidade como um todo, ou da simples negação que todo o governo deva ter esse tipo de autoridade. Por causa da objeção conscienciosa à participação no serviço militar, armado ou não, alguns religiosos frequentemente enfrentaram  prisões ou outras penalidades.

## Direitos animais
Vem crescendo nessas primeiras décadas do século 21 o número de pessoas que pedem objeção de consciência para não participar de atividades acadêmicas que envolvam o uso de animais vivos ou mortos violentamente e o manejo ou estudo de alimentos de origem animal, predominantemente em cursos superiores médico-biológicos (Medicina, Farmácia, Ciências Biológicas, Medicina Veterinária, Biomedicina etc.) e ambientais (Gestão Ambiental, Ciências Ambientais). Dá-se como o motivo da recusa o respeito à ética dos Direitos Animais, que preconiza o fim de todos os meios de exploração animal, incluindo o uso de cobaias e a pecuária.
O objetor de consciência adepto da ética animal argumenta que a vivissecção, geralmente praticada com fins didáticos e científicos, é uma forma de escravizar e assassinar animais e causa-lhes um sofrimento evitável, e que não se pode obrigar o indivíduo a usar animais vivos ou matá-los para um fim acadêmico se isso lhe fere os princípios éticos. No caso da objeção ao manejo ou estudo de alimentos de origem animal, algo ainda pouco frequente, alega-se como fundamento ético o veganismo, que preconiza o não-consumo de qualquer produto, alimentício ou não, que tenha ingredientes de origem animal ou tenha sido testado em animais. Um vegano, graças ao direito à objeção de consciência, não pode ser obrigado a fazer trabalhos que sirvam de apoio a atividades pecuárias ou pesqueiras por envolver o manejo de alimentos ou produtos de origem animal.
Assim como na objeção ao serviço militar, os objetores defensores dos animais exigem métodos didáticos alternativos que permitam o cumprimento de todas as disciplinas sem que se recorra à vivissecção, à dissecção ou ao manejo pecuário-pesqueiro. Casos em que a universidade negue ao objetor de consciência o direito a essas alternativas vêm sendo questionados na Justiça em países como o Brasil.

## Alternativas para objetores
Alguns objetores de consciência são totalmente contra servir às forças armadas em qualquer função, mas outros aceitam papéis de não-combatentes. As alternativas ao serviço militar ou civil incluem servir numa prisão, hospitais, desativar minas terrestres, dentre outros serviços. Ainda outros procuram refúgio num país que não extradite aqueles que são objetores ao serviço militar.
A objeção de consciência é um direito reconhecido pela ONU que fez do 15 de maio o dia internacional dos objetores de consciência. A objeção de consciência é válida quando uma norma jurídica ou de autoridade pública agride a ordem social. É o caso, por exemplo, de soldados que recebem ordem para invadir acampamentos e ameaçam a vida e a paz de senhoras, crianças e pessoas doentes apenas para garantir o direito de propriedade que, neste caso, passa acima do direito à vida e à segurança das pessoas.
Internacionalmente, a objeção de consciência é permitida quando o não cumprimento de ordens decorre do foro íntimo e da consciência religiosa ou ética da pessoa. Conforme a ONU, quem faz objeção de consciência deve oferecer uma alternativa de ação pacífica. Em vários países, desde meados do século XX, existem serviços militares alternativos, através dos quais os objetores de consciência cumprem sua obrigação como auxiliares em instituições filantrópicas, enfermeiros e outras profissões humanitárias.

## No Brasil
No Brasil, o imperativo de consciência está regulamentado pelo art 5º da Constituição Federal de 1988, que prevê que nenhum cidadão pode ser obrigado a prestar o serviço militar se a sua convicção filosófica ou política é contrária à prática. No ano de 2022, por exemplo, um jovem pacifista do Ceará conseguiu, via Justiça, exercer seu direito ao “imperativo de consciência” para ser dispensado do serviço militar obrigatório.
A despeito disso, porém a objeção de consciência militar no Brasil como direito humano codificado internacionalmente, em regra, é pouco conhecida na sociedade, seja quanto à legislação pertinente ou quanto à escassa doutrina. Legalmente no Brasil a objeção de consciência, independentemente do gênero do indivíduo, limita-se apenas aos tempos de paz, podendo o objetor legalmente reconhecido ser conscrito contra sua vontade em tempos de guerra, na ocasião de estado de sítio ou estado de defesa. Tal pode ocorrer com indivíduos do gênero feminino que nunca se apresentaram à junta para alistamento ou dispensa.
Todos os cidadãos adultos e capazes são sujeitos ao serviço militar, sendo exclusivamente os indivíduos do gênero masculino sujeitos ao Serviço Militar Obrigatório em tempos de paz. O mesmo se aplica a transgêneros que se submetem a troca de gênero no registro cível. O homem transgênero tendo de se apresentar para a junta militar, e a mulher transgênero informando a junta sua transição e consequente retificação ou nulidade de seu histórico considerando-se tempos de paz, o que pode ser revertido pelo governo nos casos previamente citados, onde todo adulto capaz pode vir a ser obrigado a servir.
Tal princípio de igualdade de direitos e deveres atrelados ao serviço militar foi aplicado nas leis e decretos que tratam do recrutamento obrigatório, com promessa de compensação futura, de profissionais da saúde e áreas técnico-científicas correlatas, independente do gênero, durante a epidemia de COVID-19.￼
Segundo o Centro de Mídia Independente, a liberdade de consciência constitui o núcleo de partida para a fundamentação da objeção de consciência. A questão de consciência, sob o ponto de vista jurídico, significa a soma de motivos alegados por alguém, a fim de desonerar-se da obrigação que lhe é imposta, ou evite a responsabilidade do ato jurídico, que lhe é atribuída.
Além da questão ética, o objetor deve invocar uma questão de convicção filosófica ou política como imperativo de consciência. O que vem a ser essa alegação de consciência? Toma-se algo difícil de aferir, pois o objetor de consciência, geralmente, invoca razões morais e religiosas. A obrigação jurídica não implica absolutamente a atribuição de um valor moral à todas as leis, caso contrário, a objeção de consciência se intensifica para a desobediência civil. Esse tipo de violação à obrigação jurídica do Estado é caracterizada por um teor de consciência razoável e de pouca publicidade, objetivando, no máximo, um tratamento alternativo da lei.
Ainda segundo Ácrata: O serviço alternativo poderá ser recusado pelo optante convocado. O objetor, neste caso, se recusa à prestação alternativa ou não o completa por motivo que deu causa; novamente peticiona à autoridade militar competente e terá, como pena a suspensão dos direitos políticos, punição amparada no art. 15, IV, da Constituição Federal. O convocado ou optante que se recusa ao Serviço Alternativo terá de volta o respectivo Certificado de Alistamento Militar (CAM), com a devida anotação, válido por dois anos. Ao término desse prazo, a autoridade militar o encaminhará ao Juiz Eleitoral competente para processar e julgar a suspensão dos direitos políticos, e o fará publicar no Diário Oficial.
A suspensão dos direitos políticos se dará por sentença judicial eleitoral e importa na perda temporária de dois anos da cidadania política, deixa de ser eleitor ou torna-se inalistável e fica privado de todos os direitos fundados na qualidade de eleitor. Esta privação despoja a pessoa dos atributos de cidadão, atingindo o status activae civitatis.
O restabelecimento do serviço militar se dará após dois anos da suspensão dos direitos políticos do inadimplente que poderá, a qualquer tempo, regularizar sua situação, mediante cumprimento das obrigações devidas (art. 4a. §§ 1°, 2°, da Lei 8 239/91), onde receberá o Certificado de Recusa de Prestação do Serviço Alternativo.
A objeção de consciência não se apresenta contra as normas sociais, e sim, contra a determinada obrigação jurídica. Dentre os ângulos de visão político-jurídica, a controvérsia sobre a justificação do objeção da consciência reflete com certeza uma determinação de limites diferentes do direito do Estado e da sociedade. Quem admite uma flexibilidade parcial da obrigação jurídica, imediatamente incorpora a objeção de consciência ao sistema jurídico como instrumento de solução de conflitos sociais.

## Em Portugal
A objecção de consciência é reconhecida pela legislação portuguesa, inclusive com um departamento próprio no seio da Administração Pública, Comissão Nacional de Objecção de Consciência, actualmente o Gabinete do Serviço Cívico dos Objectores de Consciência, que funciona no âmbito do Instituto Português da Juventude.
O regime do objector de consciência abrange somente a objecção ao cumprimento do serviço militar, apesar de algumas tentativas para que passe também a incluir alguns actos médicos, como o aborto.

### Serviço militar
O apoio do Estado Português aos objectores de consciência ao serviço militar é prestado através do Instituto Português do Desporto e Juventude. Segundo informações do ano de 2009, cerca de uma centena de jovens portugueses recorre anualmente à Comissão Nacional de Objecção de Consciência para solicitar o estatuto que lhes permite passar de imediato à reserva territorial, em termos militares.